# Jason Derulo
Jason Derulo, nascut amb el nom de Jason Joel Desrouleaux, (Miami, 21 de setembre de 1989) és un cantautor, actor i ballarí estatunidenc.
Després de produir cançons per a diferents artistes i escriure diversos temes per a Cash Money Records, Derulo va signar un contracte amb la petita companyia discogràfica Beluga Heights. Després que Beluga Heights passés a formar part del Warner Music Group, Jason va treure al mercat el seu primer single, "Watcha Say" al maig de 2009.
La cançó va tenir un gran èxit en descàrregues digitals venent més de 2 milions de còpies als Estats Units, guanyant així una certificació del RIAA (Recording Industry Association of America) de doble platí. També va arribar al #1 del Billboard Hot 100 dels Estats Units i Nova Zelanda. Derulo va treure el seu segon single "In My Head" al desembre de 2009 i el seu àlbum de debut va sortir a la venda amb el nom de Jason Derülo el 2 de març de 2010.

## Inicis
Derulo va néixer a Miami (Florida) fill de pares haitians. Actuà des dels cinc anys i quan tenia vuit anys va escriure "Crush On You", la seva primera cançó. La seva joventut va transcórrer entre diferents estudis d'òpera, teatre i ballet. Va assistir a la Dillard Center for the Arts a Fort Lauderdale, Florida i finalment es va graduar en la American Musical and Dramatic Academy a Nova York. Als 12 anys, Jason Derulo va conèixer a Frank Harris, estudiant de l'escola de dret.

## 2007-2009: Cantautor i inicis de la seva carrera musical
Derulo ha escrit diverses cançons per alguns artistes entre els quals es troben Diddy, Danity Kane, Donnie Klang, Sean Kingston, Cassie, i Lil Mama, d'ençà que tenia 16 anys, amb la intenció de poder convertir-se en un artista solista.
Degut a l'experiència adquirida al poder assistir a escoles d'arts escèniques i del seu continu perfeccionament del seu talent com a ballarí i cantant, esmentant també la seva actuació en produccions de teatre com Ragtime y Smoke y Joe's Café, Derulo va aconseguir guanyar el premi a la final de Showtime at the Apollo. J. R. Rotem fou el productor musical descobridor de Jason Derulo, qui li va firmar un contracte per a la seva firma discogràfica Beluga Heights i Warner Bros Records. La seva carrera va començar el 2007 amb l'aparició de Birdman "Bossy", cançó inclosa al seu àlbum, 5 * Stunna.

## 2009: Jason Derulo en l'actualitat
El 4 d'agost de 2009, Jason va editar el seu senzill "Watcha Say", el qual el va fer famós i va arribar a tenir 60 milions de reproduccions en pàgines web com Youtube. El tema va ser co-produït per JR Rotem i Fuego. A finals d'agost del mateix any, la cançó es va estrenar al Billboard Hot 100, amb el número 54 i al novembre de 2009 va arribar a la primera posició. El videoclip del tema es va estrenar al setembre de 2009. El segon senzill del mateix àlbum, "In My Head", va sortir el 8 de desembre de 2009 i va debutar amb el número 63 en el Billboard Hot 100 i ha arribat fins al número 11. El seu primer àlbum es va estrenar el 2 de març de 2010. Avui en dia es troba fen la promoció de l'àlbum en actes d'apertura a la gira de Lady Gaga, The Monstrer Ball Tour, començada el 2009 i que finalitza al juny de 2010. Al febrer del mateix any va estrenar el seu tercer senzill, "The Sky's the Limit", al MySpace. Recentment ha aparegut a la cançó "Turn It Up" de Will Roush. L'any 2013, va editar el tema "Talk dirty", amb el qual es va fer mundialment famós. L'any 2014 ha debutat amb el tema "Trumpets", tot un èxit a internet. L'última cançó ha estat produïda conjuntament amb el famós cantant Snoop Dogg, anomenada "wiggle" i arribant a les 10 milions de reproduccions a YouTube en tan sols una setmana, cosa que significa un altre èxit rotund per al cantant estatunidenc.

## Discografia

### Àlbums d'estudi
- 2010: Jason Derülo
- 2011: Future History
- 2013: Tattos

## Tours
- The Monster Ball Tour (2009-2011)(com a acte d'obertura)
- Jason Derülo World Tour (2010-2011)